# Pavetta testui
Pavetta testui är en måreväxtart som beskrevs av Cornelis Eliza Bertus Bremekamp. Pavetta testui ingår i släktet Pavetta och familjen måreväxter.
Artens utbredningsområde är Gabon. Inga underarter finns listade i Catalogue of Life.